# بیز (باشقیرستان)
بیز (انگلیسی: Biz, Republic of Bashkortostan) یک شهرک در شهرستان تاتیشلینسکی استان باشقیرستان کشور روسیه است.